# Anopheles parangensis
Anopheles parangensis är en tvåvingeart som först beskrevs av Frank Ludlow 1914.  Anopheles parangensis ingår i släktet Anopheles och familjen stickmyggor. Inga underarter finns listade i Catalogue of Life.